# منطقة ساجار
ساجار رمزها «SG» (بالإنجليزية: Sagar)‏ ، هو تقسيم إداري لدولة الهند تتبع ولاية مدية برديش (بالإنجليزية: Madhya  Pradesh)‏ ، مركزها هو مدينة ساجار (بالإنجليزية: Sagar)‏ عدد سكانها حسب تعداد سنة 2001 هو 20,021,783 ، مساحتها 10,252 كم² وكثافة السكان 197 لكل كم² .